# SIKON NTM-I 5
SIKON NTM-I 5 je naziv za kontigent Slovenske vojske, ki je sodeloval pri Natovi mednarodni vojaški operaciji Nato Training Mission - Iraq (NTM-I).
Kontingent je deloval v iraški vojaški bazi Al Rustamija, kjer sta častnik in podčastnik opravljala dolžnost vojaškega inštruktorja.